# حمض الفورميك
حمض الفورميك أو حمض النمليك(باللاتينية: Acidum formicum) (يسمى نظامياً بحمض الميثانويك) هو أبسط حمض كربوكسيلي. بالصيغة الكيميائية HCOOH أو CH2O2. وهو وسيط مهم في التخليق الكيميائي ويتكون طبيعياً، وأشهر الأمثلة هي وجوده في لسعة النمل وسم النحل.
يكون حمض الفورميك في الحالة السائلة في درجة الحرارة الاعتيادية وهو سائل عديم اللون ذو رائحة مميزة قابل للامتزاج مع الماء الإيثانول الأسيتون والإيثير وهو حمض ضعيف (لا تتفكك جزيئاته كليا)، يتأين جزئيا ليعطي أيون الميثانوات -HCOO. يوجد حمض الفورميك في الطبيعة في عضات ولسعات الكثير من الحشرات في رتبة غشائيات الأجنحة.
ويعرف هذا بحمض الفورميك لأن كلمة «formicum» اللاتينية تعني النملي نسبة إلى النمل فكما هو معروف أن النملة تفرز هذا الحمض لتتبع أثرها في طريقها إلى جحرها كما أنها تفرز هذا الحمض بكثرة عند احساسها بالخطر أو تعرضها له. في الطبيعة يوجد عدة مصادر لحمض الفورميك مثل أنواع مختلفة من الحشرات كالنمل والنحل أو أوراق بعض النباتات خاصة من الفصيلة القراصية.